# Simud Valles
Simud Valles ist ein ehemaliger Ausflusskanal auf dem Mars der von Wasser ausgewaschen wurde und sich im Gradfeld  Oxia Palus befindet. Er hat eine Länge von 945 km und wurde nach dem sumerischen Wort für „Mars“ benannt.